# Rejon święciański (BSRR)
Rejon święciański (biał. Свянцянскі раён, Swiancianski rajon) – istniejący w 1940 roku rejon w północnej części Białoruskiej SRR, w obwodzie wilejskim. Utworzony został 15 stycznia 1940 roku, a jego terytorium obejmowało część dawnego powiatu święciańskiego województwa wileńskiego II Rzeczypospolitej. 25 listopada tego samego roku rejon został zlikwidowany, gdy władze radzieckie przekazały większą część dawnego powiatu święciańskiego Litewskiej SRR, natomiast resztę, to znaczy sielsowiety: łyntupski, maśleninowski i rynkiański, włączyły w skład rejonu postawskiego Białoruskiej SRR.
Rejon święciański był jednostką administracyjną istniejącą de facto, legalną z punktu widzenia władz ZSRR. Z punktu widzenia prawa międzynarodowego jej utworzenie było nielegalne, a jej obszar stanowił część terytorium II Rzeczypospolitej pod okupacją ZSRR.